# Michael Amott
Michael Amott, născut pe 28 iulie 1970 în Anglia și crescut în Halmstad, Suedia, este un chitarist suedez, compozitor, membru fondator al trupelor Arch Enemy, Spiritual Beggars și Carnage, și membru al legendarei trupe de death metal Carcass. Este fratele mai mare al chitaristului și colegului său de trupă de la Arch Enemy, Christopher Amott. Chitariștii Adrian Smith de la Iron Maiden, Michael Schenker și Dave Mustaine au fost influențe majore în muzica lui Michael.

## Carieră
Michael a început să cânte la chitară pe când era adolescent, copiind muzicieni de punk/hardcore și thrash/speed metal de pe colecția sa de albume și ajungând curând să fie puternic influențat de chitariști ca Frank Marino (Mahogany Rush), Michael Schenker (Scorpions, UFO, MSG) sau Uli Jon Roth (Scorpions, Electric Sun, solo).
In stilul lui Michael se împletesc tremolo-uri generoase, linii melodice memorabile, riff-uri dure și furioase, și o dragoste pentru armonia celor două chitare.
Michael a înființat trupa de death metal Carnage în 1988, împreună cu vocalistul Johan Liiva, lansând apoi două casete demo care au făcut relativ cunoscut numele trupei în lumea muzicală underground. Marcată de schimbări de componență foarte dese, trupa Carnage va înregistra până la urmă unicul ei album, Dark Recollections, cu Michael în postura de unic membru rămas de la înființarea formației. Totuși, în momentul în care casa de discuri Necrosis Records a pus în vânzare albumul în 1990, trupa se desființase deja.
În 1990 Michael a fost recrutat de cunoscuta trupă grindcore Carcass, cu care a înregistrat în 1991 albumul Necroticism - Descanting the Insalubrious. Acest album a însemnat un punct de cotitură stilistic pentru Carcass, fiind aclamat de mulți critici sau fani drept o capodoperă death metal, având în prim-plan riff-urile furioase de chitară ale lui Michael Amott.  Trupa își va continua activitatea, lansând în 1993 cel mai bine vândut album al ei, Heartwork, marcat de liniile melodice fluide ale lui Michael Amott și de duetul chitarelor lui Michael și Bill Steer. Albumul a pus o piatră de temelie la definirea unui stil cunoscut acum drept death metal melodic. Pentru Michael, acesta este unul din albumele preferate: „Heartwork  este unul din acele albume care... mă bântuie. [...] E ceva de care sunt tare mândru”.
Michael a părăsit Carcass în 1993, hotărât să formeze o trupă influențată de rock-ul clasic, trupă pe care a intitulat-o Spiritual Beggars. Primul album se numește tot Spiritual Beggars și a fost lansat pe piață în 1994, fiind urmat de un contract de înregistrări și distribuție în Europa cu casa de discuri Music for Nations. Tot la această casă va fi lansat în 1996 și Another Way to Shine, cel de-al doilea album al trupei.
Ramânând totuși un fan al metalului extrem, Michael formează apoi o nouă trupă de death metal melodic.  Contactându-i pe Johan Liiva, fostul vocalist Carnage, și pe Christopher Amott, fratele său mai mic, care pe vremea aceea urma cursurile unei școli de muzică, Michael înființează proiectul Arch Enemy. Avându-l la tobe pe bateristul de sesiune Daniel Erlandsson, primul album al trupei, Black Earth, era inițial destinat să fie și singurul. Însă întâiul single de pe album, „Bury Me An Angel”, a beneficiat de o neașteptată difuzare la emisiunea MTV Rocks! a postului MTV Japonia, iar în 1997 Arch Enemy semnează un contract cu Toy's Factory, o importantă casă de discuri din Japonia și este invitată să întreprindă un turneu în această țară. În urma acestor întâmplari fericite, Michael decide să alcătuiască formația pe baze permanente, recrutându-i pe bateristul Peter Wildoer (Darkane) și pe basistul Martin Bengtsson.
După turneul japonez, Michael se întoarce la Spiritual Beggars și înregistrează albumul Mantra III la începutul lui 1998, cooptându-l pe Per Wiberg la clape. În luna aprilie a aceluiași an, Arch Enemy scoate pe piață Stigmata, primul lor album lansat și în afara Japoniei, de data aceasta la Century Media Records. Albumul se dovedește un succes de critică, iar Arch Enemy va întreprinde turnee în cea mai mare parte a anului. Spre sfârșitul lui 1998, Michael a fost invitat să contribuie cu solo-uri de chitară pe albumul Dactylis Glomerata al trupei Candlemass.
Arch Enemy lansează în 1999 albumele Burning Bridges și Burning Japan Live 1999, care se vor dovedi ultimele înregistrări ale trupei cu vocalistul Johan Liiva. Michael va lansa în 2000 Ad Astra cu Spiritual Beggars, apoi se va întoarce la Arch Enemy și o va recruta în același an pe vocalista germană amatoare Angela Gossow, în locul lui Liiva. Pentru acesta a fost un șoc. Într-un interviu, Johan Liiva declara că în noiembrie 2000 a primit o scrisoare de la Michael Amott, care îl anunța că Arch Enemy va intervieva un nou vocalist și că el ar trebui să se ocupe de alte proiecte: „Am încercat să-l sun, dar nu mi-a răspuns, însă până la urmă am dat de el și mi-a explicat că asta-i situația și nu am ce face”.
Arch Enemy a scos pe piață Wages of Sin în 2001 și, propulsată de noua vocalistă, trupa a cunoscut un succes la nivel internațional. Arch Enemy a efectuat turnee pe mai multe continente pentru a promova albumul, și Michael nu s-a întors la proiectul Spiritual Beggars decât spre sfârșitul lui 2002, lansând On Fire la casa de discuri Music For Nations.
În 2003, Michael își face apariția ca invitat pe piesa „Bloodletting”, de pe albumul One Kill Wonder al celor de la The Haunted.
Tot în 2003, Arch Enemy scoate Anthems of Rebellion tot la Century Media și, pentru prima dată, trupei îi este difuzat la MTV S.U.A. videoclipul piesei „We Will Rise”. Popularitatea internațională a formației va ajunge pe noi culmi, aceasta întreprinzând turnee continue, până la lansarea în 2005 a albumului Doomsday Machine. Imediat dupa înregistrarea albumului, Christopher Amott părăsește trupa pentru a se concentra pe educația sa muzicală, urmând să-și petreacă următorii doi ani predând muzică în Suedia și fecventând Conservatorul.
Michael se va întoarce încă o dată la Spiritual Beggars, înregistrând tot în 2005 albumul Demons. În aceeași perioadă înregistrează și un solo de chitară pe piesa „Murder Fantasies”, de pe albumul Enemy of God al nemților de la Kreator.
În 2006, Amott își face debutul în actorie, vocea sa putând fi auzită în episodul „Snakes 'n Barrels” al serialulului de benzi desenate Metalocalypse, produs de postul TV Adult Swim. În acest episod, vocea lui Michael Amott dă viață savantului Dr. Amomolith Chesterfield și basistului trupei Snakes 'n Barrels, Antonio Tony DiMarco Thunderbottom, care sfârsește prin a-i fi ștearsă memoria în timpul primei piese din concertul lor de reunire.
În 2007, Arch Enemy scoate solidul album Rise of the Tyrant, la aceeași casă de discuri Century Media. Albumul primește recenzii entuziaste din partea presei de specialitate. Site-ul GuitarMasterClass acordă albumului doar note de 10 pentru sunet, instrumente, voce, versuri și impresia generală, notând: „Cu un album imposibil de măsurat pe vreo scară, Arch Enemy și-a lansat cel mai bun produs de până acum. Cu riff-uri mai mult decât dure, viteză și cea mai superbă linie melodică, de la solo-uri iuți și sfâșietoare, până la cele mai lente și melodice, cu un stil de exprimare incomparabil cu al oricărui alt muzician, un album unic. Dacă iubești stilul heavy, vei iubi 'Rise Of The Tyrant'”.
În 2008, Michael Amott se alătură reunitei trupe Carcass și pornește alături de colegii săi într-un turneu prelungit în America de Nord, America de Sud, Australia și Japonia. Carcass participă de asemenea la multe festivaluri europene, precum Wacken Open Air '08. Concertele de reunire ale trupei Carcass sunt programate să continue și în 2009. Un al doilea turneu nord-american a avut loc deja în luna martie, urmând ca în iunie-septembrie 2009 trupa să concerteze în Europa.
Astăzi, Michael este ocupat cu turneele și înregistrările alături de Arch Enemy și reformata trupă Carcass, dar nu exclude pe viitor și o întoarcere la Spiritual Beggars.

## Echipament
Amott folosea inițial amplificatoare Krank, însă acum folosește amplificatoare Randall și are propriul lui model, „Ninja” V2. De asemenea, el utiliza chitare produse de ESP Guitars și are propria lui serie personalizată. Chitarele lui au fost realizate în atelierul ESP Custom Shop din Tokyo, Japonia. El folosește doze electromagnetice Seymour Duncan: doză JB la cordar și doză '59 la gât. Cât timp s-a aflat la Carcass, a folosit chitare Ibanez (un model roșu RG550), un model de producție americană Charvel și un Gibson (model alb „flying V”). În 2006, seria personalizată a lui Michael, ESP-Ninja, a devenit membră a familiei seriilor personalizate ESP-USA, cu un model LTD. De asemenea, a devenit disponibilă și varianta Ninja-600, iar modelul său Ninja a fost prezentat în variantă de culoare albă la Musikmesse 2007. Înainte de a folosi amplificatoare Krank, Michael a utilizat amplificatorul Peavey 5150, iar în timpul activității sale la Carcass a utilizat în general amplificatoare Marshall. Pe DVD-ul live al Arch Enemy „Live Apocalypse”, în partea de scenă unde cântă Michael Amott se văd două amplificatoare Krank Rev 1 și patru cabinete Krank Rev.

### Chitare

##### Modele ESP folosite în trecut
- ESP 2008 Ninja (folosită în turneul Black Crusade Tour 2007/2008; două versiuni, una cu tremolo Floyd Rose, 24 de taste și scală de 24.75")
- ESP-Ninja model personalizat Michael Amott (anterior AV-395 Ninja)
- ESP AV-310MA model Flying V (anterior model personalizat disponibil doar în Japonia)
- ESP Custom model F-Series (poate fi văzută pe DVD-ul Live Apocalypse)
- ESP Vintage Plus (poate fi văzută în videoclipul „Killing Time” al trupei Spiritual Beggars)

##### Alte modele

Chitarele Dean ale lui Michael Amott

- Ibanez RG 550 Road Flare de culoare roșie (nu o mai utilizează; a fost folosită cu Carcass, între 1990-1992);
- Fernandes "Burny" Les Paul Custom (albă, folosită între 1996-1999, apare în videoclipul Arch Enemy „The Immortal”);
- Fernandes "Burny" Les Paul Custom (neagră, folosită între 1996-1999);
- Gibson Les Paul 1957 Goldtop (apare în videoclipul „Bury Me An Angel”);
- Dean Schenker Flame V (folosită în 2008);
- Dean USA Michael Amott Signature Tyrant (folosită in 2009);
- Dean Michael Amott Signature Tyrant Bloodstorm (folosită în 2009)

### Amplificatoare
- Amplificatoare Randall - amplificatoare și cabinete personalizate din seria Signature, intitulate V2 Ninja[3]
- Amplificatoare Peavey Electronics 5150 (înainte de albumul Doomsday Machine)
- Amplificatoare Randall V2
- Amplificatoare Randall RM-100 cu module Blackface (chitară rece), Ultra XL (chitară armonie) și Ultra XL (chitară solo)
- Amplificatoare Krank Krankenstein
- Amplificatoare Krank Revolution

### Efecte
- Pedală wah-wah VOX V847 (nu o mai utilizează)
- Pedală wah-wah Dunlop Zakk Wylde (nu o mai utilizează)
- Pedală Ibanez TS-808 Tube Screamer
- Efect MXR – Phase 90
- Pickup Booster Seymour Duncan SFX-01
- Pedală Ibanez – AD-9 Analog Delay
- Acordor cromatic BOSS „TU-2”
- Rack Dunlop DCR 2SR Cry Baby Custom Shop 19" Rack mounted personalizat Wah cu trei comenzi pe scenă
- Rocktron Hush Super C (Rack mounted Noise Gate)
- Rocktron Black Cat Moan pedală Wah (folosit în timpul înregistrărilor la Rise Of The Tyrant și în concerte)
- Procesor multiefect Digitech GSP1101
- Sistem de rutare Providence PEC-2
- Efect Delay Providence DELAY-80's
- Unitate wireless Shure ULXP4
- ZOOM G9.2tt[16] (folosit la demo-urile pentru albumul Rise Of The Tyrant, între 2006-2007)

### Altele
- Corzi de chitară D'Addario (seturi pe comandă 11-59)

## Interpretare cu diverse trupe
- Disaccord (chitare, între 1983-1984 și 1986-1988)
- Carnage (chitare, 1988-1990) (membru fondator)
- Carcass (chitere, 1990-1993; concerte de reunire între 2008-prezent)
- Spiritual Beggars (chitare, 1994-prezent) (membru fondator)
- Arch Enemy (chitare, 1996-prezent) (membru fondator)

## Discografie

### cu Carnage
- Dark Recollections (1990)

### cu Carcass
- Necroticism - Descanting the Insalubrious (1991)
- Tools of the Trade (1992, EP)
- Heartwork (1993)

### cu Spiritual Beggars
- Spiritual Beggars (1994)
- Another Way to Shine (1996)
- Mantra III (1998)
- Ad Astra (2000)
- On Fire (2002)
- Live Fire! (2005, DVD)
- Demons (2005)

### cu Arch Enemy
- Black Earth (1996)
- Stigmata (1998)
- Burning Bridges (1999)
- Burning Japan Live 1999 (2000)
- Wages of Sin (2001)
- Burning Angel (2002, EP lansat doar în Japonia)
- Anthems of Rebellion (2003)
- Dead Eyes See No Future (2004, EP)
- Doomsday Machine (2005)
- Live Apocalypse (2006, dublu DVD)
- Rise of the Tyrant (2007)
- Tyrants of the Rising Sun - Live in Japan (2008, 1 disc DVD, dublu CD, dublu vinil)

### cu alte trupe
- Candlemass - Dactylis Glomerata (1998) (invitat, chitară solo și chitară armonie)
- The Haunted - One Kill Wonder (2003) (invitat, duet de chitară solo cu Anders Björler, pe piesa „Bloodletting”)
- Kreator - Enemy of God (2005)  (invitat, chitară solo pe piesa „Murder Fantasies”)
- Annihilator - Metal (2007)  (invitat, duet de chitară solo cu Jeff Waters, pe piesa „Operation Annihilation”)

## Viața personală
Michael Amott este vegetarian și un chitarist autodidact. Michael și Christopher Amott au și rădăcini britanice. Tatăl lor este englez, iar mama lor suedeză.